# Хронологія гендерного розриву в оплаті праці в спорті

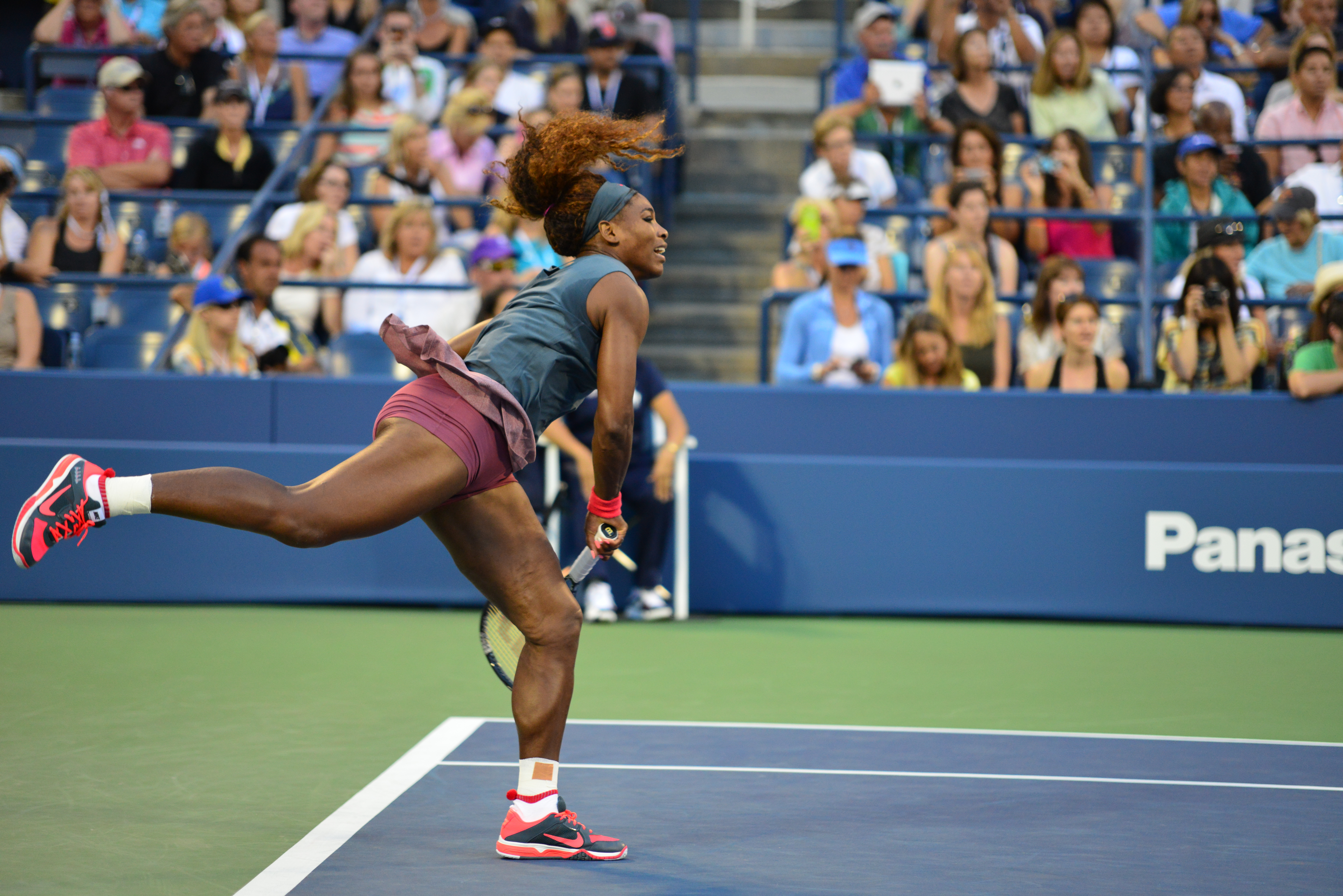
Серена Вільямс, найбільш високооплачувана спортсменка 2017 року. З 2007 року теніс пропонує однакові призові на чотирьох турнірах Великого шолома

Це хронологія гендерного розриву в оплаті праці в спорті, що охоплює період від ХХ до ХХІ століття. Він включає основні події, які призвели до рівної оплати праці спортсменів і спортсменок у різних видах спорту по всьому світу. Першою великою подією, яка отримала розголос про гендерну різницю в оплаті праці в спорті, була Біллі Джин Кінг на Відкритому чемпіонаті Італії 1970 року. Прийняття розділу IX у 1972 році викликало хвилю участі жінок у легкій атлетиці, а також збільшило фінансування жіночого спорту. Після перемоги на Чемпіонаті світу з футболу 2015 року жіноча футбольна команда США звернула увагу на гендерну дискримінацію в спорті та започаткувала ще один рух до досягнення рівної оплати праці в спорті.

## ХХ століття

### 1970-ті роки
1970 рік — Біллі Джин Кінг отримала 600 доларів, а її колега Іліє Настасе отримав 3500 доларів на Відкритому чемпіонаті Італії.
1972 рік — на US Open Біллі Джин Кінг отримала 10 000 доларів, а Ілі Настасе — 25 000 доларів.
1972 рік — Адміністрація Річарда Ніксона прийняла Розділ IX. Розділ IX захищає осіб від дискримінації за ознакою статі.
1973 рік — Біллі Джин Кінг погрожувала бойкотувати US Open через нерівну оплату праці; Відкритий чемпіонат США стане першим турніром Великого шолома, який пропонує рівні призові гроші.

### 1980-ті роки
1989 рік — Міжнародний союз триатлону у кожній гонці почав виплачувати однакові призові гроші чоловікам і жінкам.

### 1990-ті роки
1995 рік — Відкритий чемпіонат Австралії припинив видавати рівні призові через відсутність інтересу до жіночого тенісу.

## ХХІ століття

### 2000-ті роки
2001 рік — Відкритий чемпіонат Австралії відновив рівну оплату праці.
2006 рік — Всесвітня стрільба з лука почала пропонувати однакові призові гроші для чоловіків і жінок.
2007 рік — Вінус Вільямс стає першою чемпіонкою Вімблдону серед жінок, яка заробляє стільки ж, скільки чемпіон Роджер Федерер серед чоловіків.
2007 рік — Вімблдон погоджується на рівну оплату праці, що означало, що всі чотири турніри Великого шолома роздаватимуть однакові призові гроші чоловікам і жінкам.

### 2010-ті роки
2014 рік — Тур де Франс запропонував <i>La Course</i>, жіночу подію, яка пропонує ті самі призові гроші, що й чоловіки за перемогу в Турі.
2015 рік — Жіноча футбольна збірна США виграла Чемпіонат світу з футболу 2015 року та отримала на 6 мільйонів доларів менше, ніж чоловіча футбольна збірна США, яка програла в першому раунді нокаутом.
2016 рік — Після перемоги на Чемпіонаті світу з футболу 2015 п'ять членів жіночої футбольної збірної США (Карлі Ллойд, Гоуп Соло, Алекс Морган, Меган Рапіноу та Беккі Сауербранн) подали скаргу про дискримінацію в оплаті праці до Комісії з рівних можливостей зайнятості проти Федерації футболу США.
2016 рік — Серфінгістки Андреа Моллер, Б'янка Валенті, Кеала Кеннеллі, Пейдж Алмс, Карен Тайнан і Сабріна Бреннан заснували Комісію за рівність у жіночому серфінгу. Він має на меті збільшити кількість подій і нагород для жінок, а також запропонувати рівний призовий фонд.
2017 рік — Федерація футболу Норвегії погоджується на однакову оплату міжнародним футболістам чоловіків і жінок.
2017 рік — Жіноча національна збірна США з хокею погрожувала бойкотувати Чемпіонат світу через суперечку щодо заробітної плати з хокеєм США. Приблизно через тиждень Жіноча національна збірна США з хокею погодилася на чотирирічну угоду з US Hockey, яка гарантувала справедливу оплату праці та ті самі переваги, що й Чоловіча збірна США з хокею.
2017 рік — члени національної жіночої збірної Республіки Ірландія з футболу погрожують страйком через відсутність фінансової винагороди для гравців, які виконують міжнародні обов'язки, і доступу до відповідних приміщень.
2018 рік — Жодна жінка не була включена до списку 100 найбільш високооплачуваних спортсменів Forbes.
2018 рік — Чоловіча та жіноча національні футбольні команди Нової Зеландії отримують однакову оплату та умови праці згідно з новим колективним договором.
2018 рік — Всесвітня ліга серфінгу оголосила, що, починаючи з 2019 року, вона надаватиме однакові призові гроші спортсменам і спортсменкам у всіх змаганнях.
2018 рік — Жіноча національна асоціація баскетболісток США відмовилася від свого колективного договору.
2018 рік — у Міжнародний жіночий день Міжнародний олімпійський комітет оголосив про свою пропозицію проекту огляду гендерної рівності, в якому викладено 25 рекомендацій щодо досягнення гендерної рівності у спорті. Три з них стосувалися фінансування.
2019 рік — Комісія з рівних можливостей працевлаштування дозволила членам жіночої футбольної команди США подати до суду, оскільки не було досягнуто прогресу з Федерацією футболу США.
2019 рік — у Міжнародний жіночий день 28 членів жіночої футбольної команди США подали позов проти Федерації футболу США, заявивши, що гравці стикалися з дискримінацією за статтю майже в кожному аспекті своєї роботи.

### 2020-ті роки
2020 рік — гравчині WNBA отримали 53 % надбавки, оплачувану відпустку по вагітності та пологах і пільги на дітородіння, а також покращили умови подорожей.
2020 рік — Футбольна асоціація підтверджує, що жіноча та чоловіча національні футбольні збірні Англії отримують однакову зарплату.
2020 рік — Бразильська футбольна конфедерація оголосила, що чоловіки та жінки отримуватимуть однакову суму за представлення національної збірної.
2021 рік — угода про рівну оплату праці з ФАІ означає, що гравці жіночої футбольної збірної Республіки Ірландія отримуватимуть таку саму зарплату, як і гравці чоловічої збірної Ірландії.
2023 рік — угода про рівну оплату праці з ФАУ означає, що гравці жіночої футбольної команди Уельсу отримуватимуть таку саму зарплату, як і гравці чоловічої футбольної команди Уельсу.